# Debito estero
In economia il debito estero è una quota parte del debito totale, pubblico e privato, contratto da un Paese verso creditori privati, governi ed enti pubblici di un altro o altri Paesi. Il debito estero è la quota di debito collettivo di una nazione contratto nei confronti di creditori stranieri.
Negli Stati Uniti circa la metà del debito pubblico estero è detenuta da investitori cinesi (agosto 2008); in Italia il debito estero è circa il 35% del debito pubblico totale.

## Debito estero nel mondo
La lista dei primi dieci Paesi per debito estero lordo (definito come totale del debito pubblico e del debito privato verso i non residenti). Per un maggior numero di paesi e con dati da fonte diversa, vedi Stati per debito estero.
| Posizione | Nazione     | Debito estero lordo (in milioni di USD) | Data                   |
| --------- | ----------- | --------------------------------------- | ---------------------- |
| TOT       | Mondo       | 54 310 000                              | 2004 (stima)           |
| 1ª        | Stati Uniti | 16 000 000                              | settembre 2012         |
| 2ª        | Regno Unito | 10 450 000                              | 30 giugno 2007         |
| 3ª        | Germania    | 4 489 000                               | 30 giugno 2007         |
| 4ª        | Francia     | 4 396 000                               | 30 giugno 2007         |
| 5ª        | Italia      | 2 328 000                               | 31 dicembre 2008       |
| 6ª        | Paesi Bassi | 2 277 000                               | 30 giugno 2007         |
| 7ª        | Spagna      | 2 047 000                               | 30 giugno 2007 (stima) |
| 8ª        | Irlanda     | 1 841 000                               | 30 giugno 2007         |
| 9ª        | Giappone    | 1 492 000                               | 30 giugno 2007         |
| 10ª       | Svizzera    | 1 340 000                               | 30 giugno 2007         |